# Gymnostomum antarcticum
Gymnostomum antarcticum là một loài rêu trong họ Pottiaceae. Loài này được Ångström mô tả khoa học đầu tiên năm 1872.